# Município de Dover (condado de Tuscarawas, Ohio)
Localização do Ohio nos E.U.A.
O município de Dover (em inglês: Dover Township) é um município localizado no condado de Tuscarawas no estado estadounidense de Ohio. No ano 2010 tinha uma população de 4600 habitantes e uma densidade populacional de 49,31 pessoas por km².

## Geografia
O município de Dover encontra-se localizado nas coordenadas 40° 31′ 59″ N, 81° 30′ 05″ O. Segundo a Departamento do Censo dos Estados Unidos, o município tem uma superfície total de 93.29 km², da qual 92.53 km² correspondem a terra firme e (0.82%) 0.76 km² é água.

## Demografia
Segundo o censo de 2010, tinha 4600 pessoas residindo no município de Dover. A densidade populacional era de 49,31 hab./km².